# Čalovec
Čalovec (dříve Mederč, maďarsky Megyercs) je obec na Slovensku v okrese Komárno. Žije v něm přibližně 1 100 obyvatel. Leží ve východní části Žitného ostrova.

## Historie
Čalovec je významné archeologické naleziště s nálezy urnfieldské kultury (starší doba bronzová), keltským pohřebištěm, osadami z doby římské a avarské a slovanskou osadou z období Velkomoravské říše. Vesnice byla poprvé písemně zmíněna v roce 1268 jako Megerch. Až do 17. století patřila k panství hradu Komárno. Až do 19. století zde dominovaly rozsáhlé nivy, které byly vhodné pro rybolov, ale ne pro zemědělství. Až na základě úpravy říčních toků a vybudování prvních hrází v okolí, bylo v 19. století možné velké části půdy vysušit a přeměnit je na ornou půdu. V roce 1914 byla vesnice napojena na železniční trať Komárno–Kolárovo. V roce 2003 byla osobní přeprava na této trati zastavena. Po první světové válce se vesnice stala součástí Československa. V letech 1938–1945 byla součástí Maďarska. Po druhé světové válce zde došlo k výměně obyvatelstva mezi Československem a Maďarskem. V roce 1950 byl Čalovec elektrifikován. V roce 1965 byla obec těžce zasažena katastrofickými povodněmi Dunaje, povodňová voda sahala až do výšky 1,5 metru.

## Pamětihodnosti
- Reformovaný kostel, jednolodní původně klasicistní stavba s pravoúhlým závěrem a věží tvořící součást její hmoty, z let 1801–1802. Výrazně byl novorománsky upraven v letech 1870–1877, kdy vzniklo dochované průčelí s věží. V roce 1970 byla loď kostela prakticky znovu postavena, a to při respektování původního vzhledu.
- Do katastrálního území obce zasahuje část chráněného areálu Dropie.